# Campagnemedaille van de Sultan van Zanzibar
De Campagnemedaille van de Sultan van Zanzibar was een onderscheiding van het sultanaat Zanzibar dat in de 19e eeuw ook delen van het vasteland van Oost-Afrika en de Hoorn van Afrika omvatte. Met het instellen van een eigen campagnemedaille volgde sultan Sayyid Hamad bin Thuwani in 1896 het Britse voorbeeld. De Britten die in Zanzibar steeds meer invloed verwierven stelden op Zanzibar de bevelhebber van de strijdkrachten aan. De troepen werden in meerdere gewapende conflicten ingezet.
De medaille werd aan officieren, onderofficieren en manschappen uitgereikt. Voor de deelnemers aan de veldslagen bij Pumwani, Jongeni, Takaungu en Mwele werden gespen die naar Brits voorbeeld op het lint konden worden bevestigd ingesteld.
De ronde zilveren medaille werd met een beugel aan een egaal rood lint op de linkerborst gedragen. Op de voorzijde is het portret van de stichter binnen een Arabisch rondschrift aangebracht. De keerzijde draagt een Arabische inscriptie. De bevestiging aan de beugel kan draaien en de beugel kan ten opzichte van het lint scharnieren.